# Amt Rehna
Urząd Rehna (niem. Amt Rehna) – niemiecki związek gmin w kraju związkowym Meklemburgia-Pomorze Przednie, w powiecie Nordwestmecklenburg. Siedziba urzędu znajduje się w mieście Rehna.
W skład urzędu wchodzi jedenaście gmin:
1. Carlow
2. Dechow
3. Groß Molzahn
4. Holdorf
5. Königsfeld
6. Rehna
7. Rieps
8. Schlagsdorf
9. Thandorf
10. Utecht
11. Wedendorfersee

## Zmiany administracyjne
25 maja 2014 do miasta Rehna przyłączono dwie gminy: Nesow oraz Vitense.